# Lüfeng
Lüfeng (kinesiska: 侣俸) är en köping i sydvästra Kina. Den ligger i stadsdistriktet Tongliang i storstadsområdet Chongqing, omkring 67 kilometer nordväst om det centrala stadsdistriktet Yuzhong. Antalet invånare är 33 968. Befolkningen består av 16 907 kvinnor och 17 061 män. Barn under 15 år utgör 18,0 %, vuxna 15-64 år 66 %, och äldre över 65 år 15,0 %.